# Michael Peter
Michael Peter (ur. 7 maja 1949 w Heidelbergu, zm. 23 października 1997 w Leimen) – niemiecki hokeista na trawie, złoty medalista olimpijski z Monachium.
Reprezentował barwy RFN. Brał udział w trzech igrzyskach (IO 72, IO 76, IO 84). Największy sukces w karierze odniósł w 1972 przed własną publicznością, kiedy to sięgnął po złoty medal olimpijski. Dwanaście lat później wywalczył srebro.  Występował w obronie. Sięgnął po brąz mistrzostw świata w 1973 i 1975, był wicemistrzem Europy w 1974 i mistrzem w 1978. Łącznie rozegrał w kadrze 262 spotkania w latach 1969-1984.